# ロマニャーノ・セージア
ロマニャーノ・セージア（伊: Romagnano Sesia）は、イタリア共和国ピエモンテ州ノヴァーラ県にある、人口約4,000人の基礎自治体（コムーネ）。
セージア川沿いに位置し、ワインで有名なゲンメやガッティナーラと隣接する。

## 地理

### 位置・広がり

#### 隣接コムーネ
隣接するコムーネは以下の通り。括弧内のVCはヴェルチェッリ県所属を示す。
- カヴァッリーリオ
- フォンタネート・ダゴーニャ
- ガッティナーラ (VC)
- ゲンメ
- プラート・セージア
- セッラヴァッレ・セージア (VC)